# Spoorlijn Longuyon - Mont-Saint-Martin
De Spoorlijn Longuyon - Mont-Saint-Martin is een Franse spoorlijn tussen Longuyon en Mont-Saint-Martin. De lijn is 21,1 km lang en heeft als lijnnummer 202 000.

## Geschiedenis
De spoorlijn werd in 1863 aangelegd. in 1955 werd de lijn geëlektrificeerd met 25 kV wisselspanning. De stations tussen Longuyon en Longwy worden met bussen bediend.

## Treindiensten
De SNCF verzorgt het personenvervoer op dit traject met TER treinen. De CFL verzorgt het vervoer met RE treinen.
| Serie      | Treinsoort            | Route                           | Bijzonderheden |
| ---------- | --------------------- | ------------------------------- | -------------- |
| TER 833200 | TER (SNCF)            | Nancy-Ville – Longuyon – Longwy |                |
| TER 833300 | TER (SNCF)            | Thionville – Longuyon – Longwy  |                |
| RE 86500   | RegionalExpress (CFL) | Luxemburg – Longwy              |                |

## Aansluitingen
In de volgende plaatsen is of was er een aansluiting op de volgende spoorlijnen:
Longuyon
RFN 095 000, spoorlijn tussen Longuyon en Pagny-sur-Moselle
RFN 202 306, raccordement van Longuyon
RFN 204 000, spoorlijn tussen Mohon en Thionville
Longwy
RFN 203 000, spoorlijn tussen Longwy en Villerupt-Micheville
Mont-Saint-Martin
RFN 202 100, spoorlijn tussen Mont-Saint-Martin en Pétange grens
Spoorlijn 165/2 tussen Y Aubange en Athus grens
Spoorlijn 167 tussen Y Autelbas en Athus grens